# Zoognostica
La zoognostica, o ezoognosia (dal greco  ζῷον, zoon, "animale" e γνῶσις, gnosis, "conoscenza"), è una disciplina che si propone di valutare un animale di interesse zootecnico dal punto di vista morfologico e funzionale, al fine di determinare le funzioni economiche più idonee a cui gli animali stessi possono essere adibiti.
Essa consta di un insieme codificato di osservazioni delle caratteristiche esterne (appunto, morfologiche e funzionali) degli animali di interesse zootecnico. Quindi, la zoognostica rappresenta lo studio del fenotipo, espressione permanente dell'interazione tra il genotipo e l'ambiente, unitamente ad altre caratteristiche di natura non genetica e non sempre permanenti: tare (come ferite, infiammazioni e cicatrici), posture e vizi di carattere.
Attualmente, molti aspetti della disciplina sono superati o resi obsoleti dalla moderna anatomia e fisiologia animale; la zoognostica, tuttavia, conserva la sua utilità nella valutazione e nella selezione, purché all'interno di una serie di criteri e di pesi. Ad esempio, nella valutazione morfologica delle principali razze bovine italiane (es.: Frisona Italiana), si fa uso di uno schema che attribuisce diverso peso alle varie regioni e ai diversi caratteri morfologici per giungere a un punteggio che contribuisce (ma non in modo esclusivo) a valutare complessivamente l'animale.